# Bretagne Classic
Bretagne Classic, někdy též nazývaný Bretagne Classic Ouest–France je jednodenní cyklistický závod konaný obvykle na konci léta v bretaňské vesnici Plouay na západě Francie. 
Závod se původně jmenoval Grand Prix de Plouay a od roku 1989 do roku 2015 GP Ouest–France. Závod byl součástí úvodní UCI ProTour v roce 2005 i úvodní UCI World Tour v roce 2011. Od roku 2016 je závod nazýván Bretagne Classic Ouest–France.
Od roku 2002 se koná den před mužským závodem ženská varianta. K hlavnímu závodu časem přibývaly další cyklistické akce a nyní zahrnují BMX závody, dráhové závody a hromadnou veřejnou jízdu jako součást čtyřdenního festivalu konaného poslední letní víkend v Bretani.

## Trasa
Závod začíná a končí v malé vesničce Plouay, srdci francouzské cyklistiky. Trasa se skládá z 8 kol na 27 km dlouhém okruhu a z jednoho 14 km dlouhého kola v pozadí Bretaně. Tento okruh je znám svými kopci a technickými sjezdy. Celková vzdálenost je 247 km. 

## Seznam vítězů
| Rok       | Země               | Jezdec                    | Tým                            |
| --------- | ------------------ | ------------------------- | ------------------------------ |
| 1931      | Francie            | François Favé             |                                |
| 1932      | Francie            | Philippe Bono             |                                |
| 1933      | Francie            | Philippe Bono             |                                |
| 1934      | Francie            | Lucien Tulot              |                                |
| 1935      | Francie            | Jean Le Dily              |                                |
| 1936      | Francie            | Pierre Cogan              |                                |
| 1937      | Francie            | Jean-Marie Goasmat        |                                |
| 1938      | Francie            | Pierre Cloarec            |                                |
| 1939–1944 | Nejelo se          | Nejelo se                 | Nejelo se                      |
| 1945      | Francie            | Eloi Tassin               |                                |
| 1946      | Francie            | Ange Le Strat             |                                |
| 1947      | Francie            | Raymond Louviot           |                                |
| 1948      | Francie            | Eloi Tassin               |                                |
| 1949      | Francie            | Armand Audaire            |                                |
| 1950      | Francie            | Armand Audaire            |                                |
| 1951      | Francie            | Emile Guerinel            |                                |
| 1952      | Francie            | Emile Guerinel            |                                |
| 1953      | Francie            | Serge Blusson             |                                |
| 1954      | Itálie             | Ugo Anzile                |                                |
| 1955      | Francie            | Jean Petitjean            |                                |
| 1956      | Francie            | Valentin Huot             |                                |
| 1957      | Francie            | Isaac Vitre               |                                |
| 1958      | Francie            | Jean Gainche              |                                |
| 1959      | Francie            | Emmanuel Crenn            |                                |
| 1960      | Francie            | Hubert Ferrer             |                                |
| 1961      | Francie            | Fernand Picot             |                                |
| 1962      | Francie            | Jean Gainche              |                                |
| 1963      | Francie            | Fernand Picot             |                                |
| 1964      | Francie            | Jean Bourles              |                                |
| 1965      | Francie            | François Goasduff         |                                |
| 1966      | Francie            | Claude Mazeaud            |                                |
| 1967      | Francie            | François Hamon            |                                |
| 1968      | Francie            | Jean Jourden              |                                |
| 1969      | Francie            | Jean Jourden              |                                |
| 1970      | Francie            | Jean Marcarini            |                                |
| 1971      | Francie            | Jean-Pierre Danguillaume  | Peugeot–BP–Michelin            |
| 1972      | Francie            | Robert Bouloux            |                                |
| 1973      | Francie            | Jean-Claude Largeau       |                                |
| 1974      | Francie            | Raymond Martin            |                                |
| 1975      | Francie            | Cyrille Guimard           | Carpenter–Confortluxe–Flandria |
| 1976      | Francie            | Jacques Bossis            |                                |
| 1977      | Francie            | Jacques Bossis            |                                |
| 1978      | Francie            | Pierre-Raymond Villemiane |                                |
| 1979      | Nizozemsko         | Frits Pirard              |                                |
| 1980      | Francie            | Patrick Friou             |                                |
| 1981      | Francie            | Gilbert Duclos-Lassalle   | Peugeot–Esso–Michelin          |
| 1982      | Francie            | François Castaing         | Peugeot–Shell–Michelin         |
| 1983      | Francie            | Pierre Bazzo              | Coop–Mercier–Mavic             |
| 1984      | Irsko              | Sean Kelly                | Skil–Reydel–Sem–Mavic          |
| 1985      | Francie            | Eric Guyot                | Skil–Sem–Kas–Miko              |
| 1986      | Francie            | Martial Gayant            | Système U                      |
| 1987      | Francie            | Gilbert Duclos-Lassalle   | Vétements–Z–Peugeot            |
| 1988      | Francie            | Luc Leblanc               | Toshiba–Look                   |
| 1989      | Francie            | Jean-Claude Colotti       | R.M.O.                         |
| 1990      | Francie            | Bruno Cornillet           | Z–Tomasso                      |
| 1991      | Francie            | Armand de Las Cuevas      | Banesto                        |
| 1992      | Francie            | Ronan Pensec              | R.M.O.                         |
| 1993      | Francie            | Thierry Claveyrolat       | GAN                            |
| 1994      | Moldavsko          | Andrei Tchmil             | Lotto                          |
| 1995      | Švýcarsko          | Rolf Järmann              | MG Maglificio                  |
| 1996      | Belgie             | Frank Vandenbroucke       | Mapei–GB                       |
| 1997      | Itálie             | Andrea Ferrigato          | Roslotto–ZG Mobili             |
| 1998      | Francie            | Pascal Hervé              | Festina–Lotus                  |
| 1999      | Francie            | Christophe Mengin         | Française des Jeux             |
| 2000      | Itálie             | Michele Bartoli           | Mapei–Quick-Step               |
| 2001      | Belgie             | Nico Mattan               | Cofidis                        |
| 2002      | Spojené království | Jeremy Hunt               | BigMat–Auber 93                |
| 2003      | Francie            | Andy Flickinger           | AG2R Prévoyance                |
| 2004      | Francie            | Didier Rous               | Brioches La Boulangère         |
| 2005      | Spojené státy      | George Hincapie           | Discovery Channel              |
| 2006      | Itálie             | Vincenzo Nibali           | Liquigas                       |
| 2007      | Francie            | Thomas Voeckler           | Bouygues Télécom               |
| 2008      | Francie            | Pierrick Fédrigo          | Bouygues Télécom               |
| 2009      | Austrálie          | Simon Gerrans             | Cervélo TestTeam               |
| 2010      | Austrálie          | Matthew Goss              | Team HTC–Columbia              |
| 2011      | Slovinsko          | Grega Bole                | Lampre–ISD                     |
| 2012      | Norsko             | Edvald Boasson Hagen      | Team Sky                       |
| 2013      | Itálie             | Filippo Pozzato           | Lampre–Merida                  |
| 2014      | Francie            | Sylvain Chavanel          | IAM Cycling                    |
| 2015      | Norsko             | Alexander Kristoff        | Team Katusha                   |
| 2016      | Belgie             | Oliver Naesen             | IAM Cycling                    |
| 2017      | Itálie             | Elia Viviani              | Team Sky                       |
| 2018      | Belgie             | Oliver Naesen             | AG2R La Mondiale               |
| 2019      | Belgie             | Sep Vanmarcke             | EF Education First             |
| 2020      | Austrálie          | Michael Matthews          | Team Sunweb                    |
| 2021      | Francie            | Benoît Cosnefroy          | AG2R Citroën Team              |
| 2022      | Belgie             | Wout van Aert             | Team Jumbo–Visma               |
| 2023      | Francie            | Valentin Madouas          | Groupama–FDJ                   |
| 2024      | Švýcarsko          | Marc Hirschi              | UAE Team Emirates              |

### Vícenásobní vítězové
| Vítězství | Jezdec                       | Ročníky     |
| --------- | ---------------------------- | ----------- |
| 2         | Philippe Bono (FRA)          | 1932 + 1933 |
| 2         | Eloi Tassin (FRA)            | 1945 + 1948 |
| 2         | Armand Audaire (FRA)         | 1949 + 1950 |
| 2         | Émile Guérinel (FRA)         | 1951 + 1952 |
| 2         | Jean Gainche (FRA)           | 1958 + 1962 |
| 2         | Fernand Picot (FRA)          | 1961 + 1963 |
| 2         | Jean Jourden (FRA)           | 1968 + 1969 |
| 2         | Jacques Bossis (FRA)         | 1976 + 1977 |
| 2         | Gilbert Duclos-Lasalle (FRA) | 1981 + 1987 |
| 2         | Oliver Naesen (BEL)          | 2016 + 2018 |

### Vítězství dle zemí
| Vítězství | Země                                                                           |
| --------- | ------------------------------------------------------------------------------ |
| 63        | Francie                                                                        |
| 6         | Itálie Belgie                                                                  |
| 3         | Austrálie                                                                      |
| 2         | Norsko Švýcarsko                                                               |
| 1         | Irsko Moldavsko Nizozemsko Slovinsko Spojené království Spojené státy americké |

## Zajímavosti
- Zatím žádný jezdec nevyhrál tento závod více než dvakrát.
- Bretagne Classic je jednou z mála mezinárodních sportovních akcí, kterou organizují výhradně dobrovolníci: 600–700 členů výboru Comité des Fêtes de Plouay se stará o plynulý průchod organizace.[2]